# Saison 2013 de l'équipe cycliste Saxo-Tinkoff
La saison 2013 de l'équipe cycliste Saxo-Tinkoff est la treizième saison de l'équipe au plus haut niveau du cyclisme professionnel et la première avec le sponsor Tinkoff Bank, arrivé durant la saison 2012. L'autre sponsor principal, Saxo Bank, est présent depuis six ans. En tant qu'équipe World Tour, l'équipe participe à la totalité du calendrier de l'UCI World Tour, du Tour Down Under en janvier au Tour de Pékin en octobre.
Le leader absolu de la formation est Alberto Contador, autour de qui l'équipe s'est construite depuis deux ans. Les autres coureurs protégés sont Roman Kreuziger, Daniele Bennati et Matti Breschel, tous trois recrutés cette année.

## Préparation de la saison 2013

### Sponsors et financement de l'équipe
Les deux sponsors principaux de l'équipe restent les mêmes que l'année passée, à savoir la banque danoise Saxo Bank et la banque russe Tinkoff Credit Systems dont l'investissement est assuré par le milliardaire Oleg Tinkov depuis juin 2012. Elle annonce par ailleurs un changement de nom par rapport à celui de l'année précédente en réduisant l'appellation Saxo Bank-Tinkoff Bank en Saxo-Tinkoff.
Le fournisseur de cycles de l'équipe est Specialized. Fournisseur de Saxo-Tinkoff depuis 2009, la marque américaine est le sponsor attitré d'Alberto Contador. Fin novembre, Contador annonce créer une équipe dirigée par José Luis de Santos appelée Fundación Contador Team avec comme principal investisseur Specialized ainsi que plusieurs autres sponsors de Saxo-Tinkoff.
Le 19 avril, Saxo-Tinkoff et la manufacture de chaussures SCARPA signent un contrat portant sur deux ans, que son CEO Sandro Parisotto décrit comme « un partenariat précieux ».
Le 25 juillet, quatre jours après la dernière étape du Tour de France, Bjarne Riis décide de mettre fin aux négociations concernant le renouvellement du sponsoring de Tinkoff Bank. La raison porte sur de nombreux désaccords entre Riis et Oleg Tinkov sur la gestion de l'équipe, et faisait suite à une attitude irrespectueuse du milliardaire russe sur le réseau social Twitter, où il avait vivement critiqué l'attitude d'Alberto Contador. Riis, malgré la perte d'un appui financier important, se dit « confiant » et entame alors des recherches pour trouver un co-sponsor pour la saison 2014,,,.

### Arrivées et départs

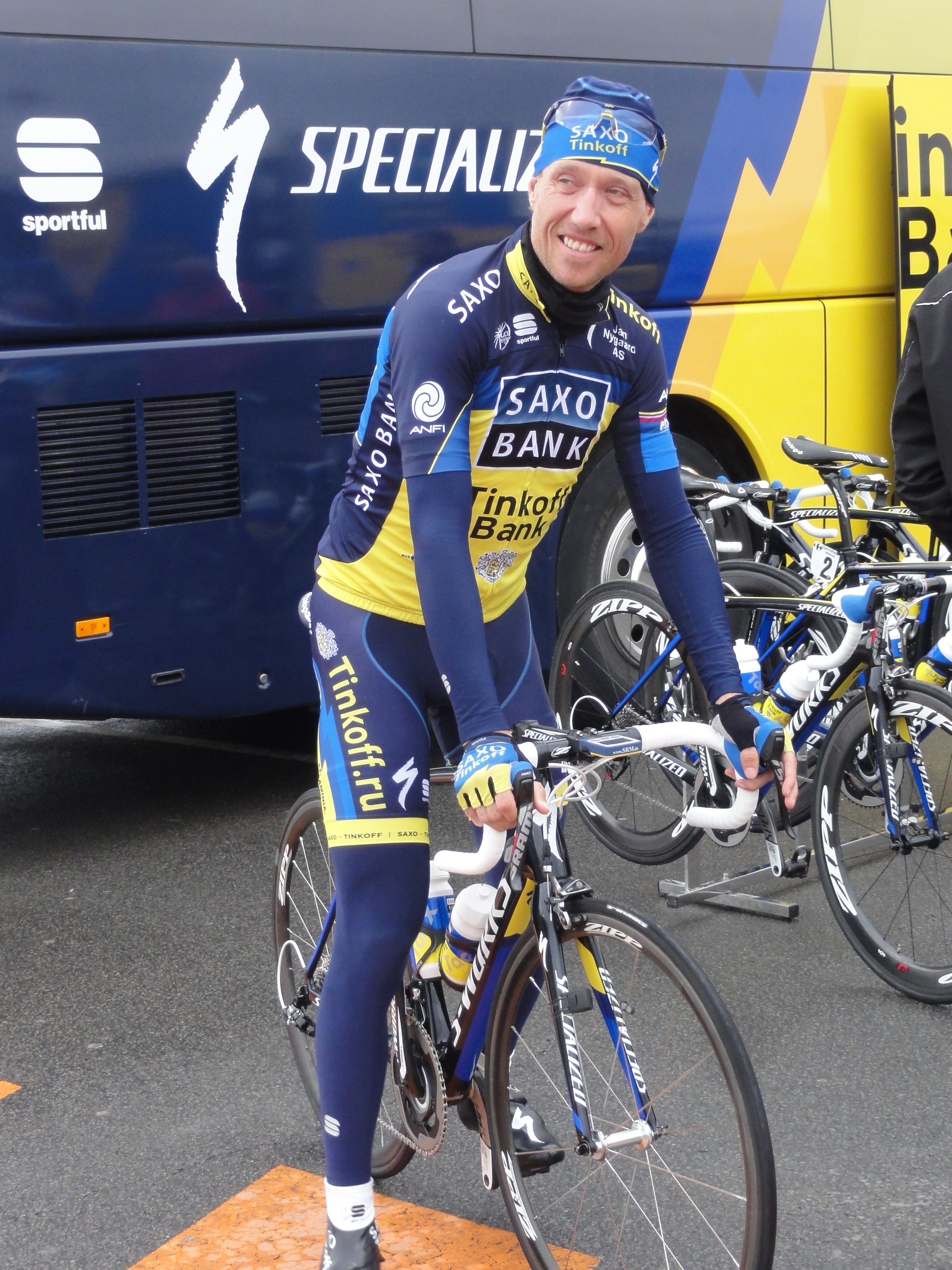
Nicki Sørensen entame sa treizième saison avec l'équipe.

Dès l'ouverture du mercato cycliste, 1er août 2012, Nicolas Roche déclare dans l'Irish Independent avoir signé un contrat avec l'équipe, afin de renforcer le soutien d'Alberto Contador en montagne. Dix jours plus tard, l'ancien membre de l'équipe Geox-TMC, qui courait en 2012 dans la formation Adria Mobil, Marko Kump est officiellement annoncé comme seconde recrue pour la saison à venir,. Daniel Navarro, membre pendant deux ans de l'équipe et « fidèle lieutenant » de Contador avec qui il courait depuis 2005, rejoint l'équipe continentale professionnelle Cofidis,,. Les autres coureurs aux rayons des arrivées sont, par ordre chronologique ; Daniele Bennati (RadioShack-Nissan), Matti Breschel (Rabobank),, Jay McCarthy (Jayco-AIS),, Roman Kreuziger (Astana), Oliver Zaugg (RadioShack) et Rory Sutherland (UnitedHealthcare),. À l'inverse Nick Nuyens (Garmin-Sharp),, David Tanner (Blanco, ex-Rabobank), et Troels Vinther (Cult Energy) rejoignent d'autre formations tandis que Kasper Klostergaard, Luke Roberts, Jarosław Marycz, Ran Margaliot, Juan José Haedo et Lucas Sebastián Haedo ne sont pas renouvelés.
Plus tard, Jarosław Marycz rejoint la formation (CCC Polsat Polkowice) tandis que Lucas Sebastián Haedo signe pour la formation Cannondale.
Son frère Juan José signe ensuite pour son ancienne formation Jamis-Hagens Berman.
Le 14 novembre 2012, l'équipe annonce le recrutement de Timothy Duggan et Evgeni Petrov ainsi que la prolongation du contrat de Takashi Miyazawa. Il imite Jesús Hernández Blázquez, Benjamín Noval, Rafał Majka, Matteo Tosatto, Bruno Pires, Manuele Boaro, Anders Lund, Michael Mørkøv, Chris Anker Sørensen, Alberto Contador et Jonathan Cantwell qui avaient déjà tous re-signé plus tôt dans l'année. Un nouveau renfort de renom est rendu officiel en début décembre avec Michael Rogers qui signe contre toute attente en provenance de Sky.
| Arrivées        | Équipe 2012         |
| --------------- | ------------------- |
| Daniele Bennati | RadioShack-Nissan   |
| Matti Breschel  | Rabobank            |
| Timothy Duggan  | Liquigas-Cannondale |
| Roman Kreuziger | Astana              |
| Marko Kump      | Adria Mobil         |
| Jay McCarthy    | Jayco-AIS           |
| Evgeni Petrov   | Astana              |
| Nicolas Roche   | Ag2r La Mondiale    |
| Michael Rogers  | Sky                 |
| Rory Sutherland | UnitedHealthcare    |
| Oliver Zaugg    | RadioShack-Nissan   |

| Départs               | Équipe 2013                |
| --------------------- | -------------------------- |
| Volodymyr Gustov      |                            |
| Juan José Haedo       | Jamis-Hagens Berman        |
| Lucas Sebastián Haedo | Cannondale                 |
| Kasper Klostergaard   | Concordia Forsikring-Riwal |
| Ran Margaliot         |                            |
| Jarosław Marycz       | CCC Polsat Polkowice       |
| Daniel Navarro        | Cofidis                    |
| Nick Nuyens           | Garmin-Sharp               |
| Luke Roberts          | Stölting                   |
| David Tanner          | Blanco                     |
| Troels Vinther        | Cult Energy                |

### Objectifs
Alberto Contador, vainqueur du Tour d'Espagne l'an passé après avoir été écarté six mois en raison d'une suspension pour dopage, est le leader absolu de l'équipe pour la saison 2013. Son objectif est de remporter le Tour de France, Bradley Wiggins et Christopher Froome étant annoncés comme ses principaux adversaires. Michael Rogers, Nicolas Roche et Roman Kreuziger sont engagés afin d'accompagner le Madrilène à accomplir sa tâche. Le renforcement de l'équipe traduit l'apport financier conséquent du co-sponsor Tinkoff Bank.
L'équipe construite autour de Contador dispose de recrues ambitieuses qui permettent à Saxo-Tinkoff de jouer sur plusieurs fronts. Nicolas Roche et Roman Kreuziger sont d'abord pressentis pour être leaders sur le Tour d'Espagne et le Tour d'Italie respectivement, tout en cumulant avec un rôle d'équipier pour Contador pour le Tour de France. Finalement, c'est à Rafał Majka qu'est confié le leadership sur le Giro, lui qui en avait été privé l'année dernière à cause d'une blessure au genou. Bjarne Riis le présente comme étant capable de finir parmi les dix premiers de la course de trois semaines.
Saxo-Tinkoff, en retrait l'année passée sur les classiques, confie aux nouvelles recrues Oliver Zaugg et Matti Breschel un rôle de leader lors des courses d'un jour. Daniele Bennati fait office d'unique sprinteur capable de remplacer l'Argentin Juan José Haedo, bien que l'équipe délaisse ce domaine depuis l'arrivée de Contador.

## Déroulement de la saison

### L'avant-saison
L'équipe entame le 13 novembre 2012 l'annuel Team building sur l'île de Fuerteventura aux Canaries. Durant ce camp, les membres de l'équipe pratiquent des sports nautiques et effectuent diverses activités afin de mieux se connaître et favoriser l'intégration des nouveaux coureurs.
La création d'une équipe continentale du nom de Ceramica Flaminia-Fondriest est officialisée et fera office d'équipe réserve de l'équipe Saxo-Tinkoff. D'une licence portugaise, elle sera composée de douze coureurs dont quatre Portugais, conformément au règlement de l'Union cycliste internationale. Elle sera gérée par Roberto Marrone, Riccardo Forconi mais aussi Giuseppe Toni, l'actuel entraîneur de l'équipe danoise. Les trois derniers renforts officialisés en fin novembre viennent ainsi compléter l'effectif. En visite quelques jours plus tard en Russie chez son collaborateur Oleg Tinkov, Bjarne Riis prévoit « de recruter plus de coureurs russes » dans les années à venir et dévoile les leaders désignés pour le Tour d'Italie et le Tour de France, à savoir respectivement Rafał Majka et Alberto Contador.
Cependant cette formation prendra une licence italienne sous le nom de Ceramica Flaminia-Fondriest et recrute en conséquence des coureurs italiens.
L'équipe est en balance avec FDJ, Argos-Shimano et Lotto-Belisol pour l'obtention de l'une des trois dernières licences en catégorie UCI World Tour. À la surprise générale, le 10 décembre, les quatre équipes se voient offrir le précieux sésame et c'est finalement Katusha qui n'est pas admise. L'équipe ayant mis tout en œuvre pour rester au plus haut niveau du cyclisme mondial se dit, par l'entremise de Trey Greenwood, « soulagée et contente de cette décision ».
Comme l'année précédente, Saxo-Tinkoff accueille 4 jeunes coureurs danois en stage dès le mois de janvier afin de leur apprendre les rudiments de la vie d'un coureur professionnel au plus haut niveau. Il s'agit de Jesper Hansen, Asbjørn Kragh Andersen, Magnus Cort Nielsen et Michael Valgren, ce dernier faisant déjà partie du quatuor l'année précédente.

### Janvier-Février: début de saison

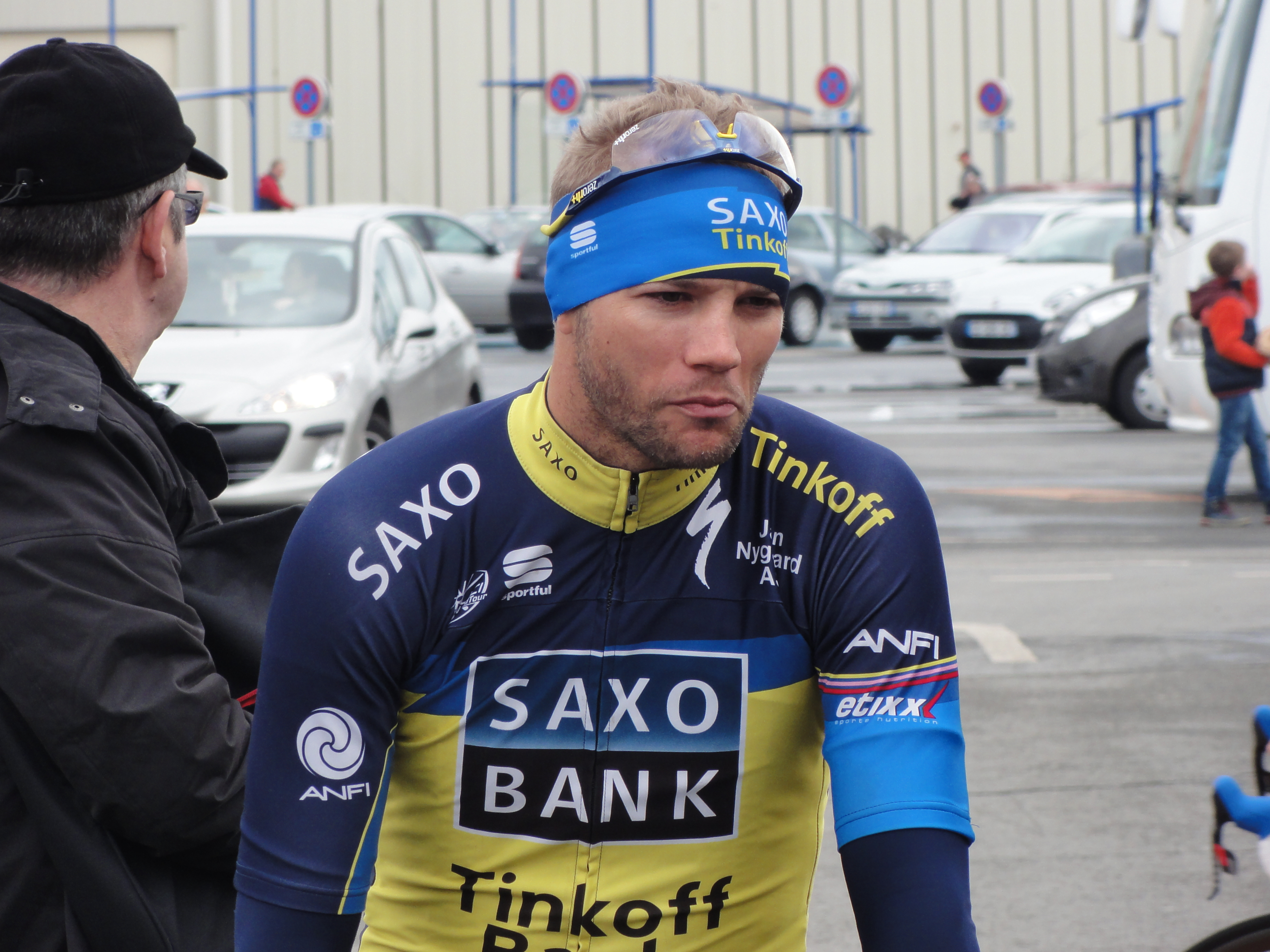
Jonathan Cantwell offre le premier podium de la saison à l'équipe lors du Tour Down Under.

Pour la première course de la saison, le Tour Down Under, Chris Anker Sørensen est désigné leader de l'équipe avec l'objectif de remporter une étape et/ou de finir bien positionné au classement général. Après seulement trois étapes, Timothy Duggan se fracture la clavicule et sera absent de la compétition pendant un certain temps. Alberto Contador, le leader de l'équipe, fait son retour à la compétition à l'occasion du Tour de San Luis en Argentine. Présent avant tout pour engranger les kilomètres, il gagne l'étape reine de la course à étapes, avant de terminer quatrième du classement général remporté par le local Daniel Díaz.
Début février, Karsten Kroon chute lourdement lors de la troisième étape du Tour du Qatar et est victime de profondes blessures au genou droit,. Il se voit forcé de rester sans entraînements durant six semaines et hors de la compétition pour environ trois mois. Le Néerlandais exprime sa grande déception, lui qui avait fait des classiques ardennaises son objectif de la saison. Au Tour méditerranéen, Nicolas Roche prend la cinquième place du classement général final après avoir notamment attaqué à plusieurs reprises dans le Mont Faron lors de la quatrième étape. Au même moment, Alberto Contador est au centre d'une belle bataille à la victoire finale sur le Tour d'Oman. Face à Christopher Froome, Joaquim Rodríguez et Cadel Evans entre autres, il se montre particulièrement offensif lors des quatrième et cinquième étapes sans pour autant gagner,. Il achève sa deuxième course à étapes de l'année en deuxième place, à vingt-sept secondes de Froome.
Après le Tour de l'Algarve où Manuele Boaro remporte le classement du meilleur grimpeur, une grosse partie de l'équipe se rend en Corse pour préparer les échéances à venir et prendre quelques marques en vue de la centième édition du Tour de France qui passe par l'Île de Beauté.

### Mars-Avril: les classiques
Le mois de mars marque le début des plus grandes courses avec Paris-Nice et Tirreno-Adriatico disputés de manière concomitante. En France, Nicolas Roche occupe le rôle de leader mais déçoit, ne finissant que seizième du général. Sur la « course des deux mers », Alberto Contador se retrouve de nouveau face à Froome pour s'adjuger la victoire finale. Cependant, Vincenzo Nibali décroche un deuxième titre d'affilée après une tactique judicieuse lors de la sixième étape. Contador prend finalement la troisième place. Deux jours plus tard, il aide Daniele Bennati à régler le peloton sur le Grand Prix Nobili Rubinetterie et à terminer second derrière Bob Jungels,. La formation de Bjarne Riis est victime des conditions climatiques extrêmes lors de Milan-San Remo et le premier coureur de la Saxo-Tinkoff, Bennati, n'est que vingt-huitième.
L'équipe doit rapidement renoncer à des ambitions au classement général sur le Tour de Catalogne après une perte de temps excessive des leaders Chris Anker Sørensen et Nicolas Roche,. Se focalisant désormais sur une victoire d'étape Roche, Sorensen et Karsten Kroon, de retour de blessure, prennent successivement place au sein d'échappées sans pour autant que cela ne porte ses fruits,,. L'entame des classiques flandriennes n'est pas à la hauteur des attentes, avec les leaders Matti Breschel et Daniele Bennati loin des favoris sur le Grand Prix E3. L'unique point positif est la treizième place de Breschel lors de Gand-Wevelgem et la présence régulière de coureurs dans les échappées,.
En revanche, sur le Critérium international Jonathan Cantwell obtient le huitième podium de la saison à l'issue de la première étape disputée autour de Porto-Vecchio et enlevée au sprint par Theo Bos, Cantwell prenant la troisième place. Plus tard dans la journée se disputait un contre-la-montre de sept kilomètres que Manuele Boaro achèvera en deuxième position, battu d'une seconde par Richie Porte,. Saxo-Tinkoff dut revoir ses ambitions au général à la baisse, après qu'Alberto Contador a renoncé à sa participation en raison d'une grippe,. Ainsi, Michael Rogers est propulsé leader et finit la course à étapes quinzième. Par ailleurs, le projet « Saxo Cycling Film » est lancé en collaboration avec le photographe de l'équipe Frederik Clement, comporte une dizaine de vidéos et aura comme centre d'attention les coureurs ainsi que leur rôle respectif. Ce projet s'inscrit dans l'optique d'une campagne de préparation pour le Tour de France.
Sur le Grand Prix Miguel Indurain, Roman Kreuziger prend la sixième place de la classique espagnole que Simon Špilak s'adjuge de manière impressionnante,. Le lendemain, sur le Tour des Flandres, Breschel est victime à plusieurs reprises de crevaisons et « manque de puissance » pour suivre l'accélération de Fabian Cancellara dans l'ultime ascension du Vieux Quaremont et ne peut faire mieux qu'une vingt-cinquième place. Victime du froid et des conditions climatiques difficiles, Bennati renonce à participer à Paris-Roubaix et est remplacé par Marko Kump,.

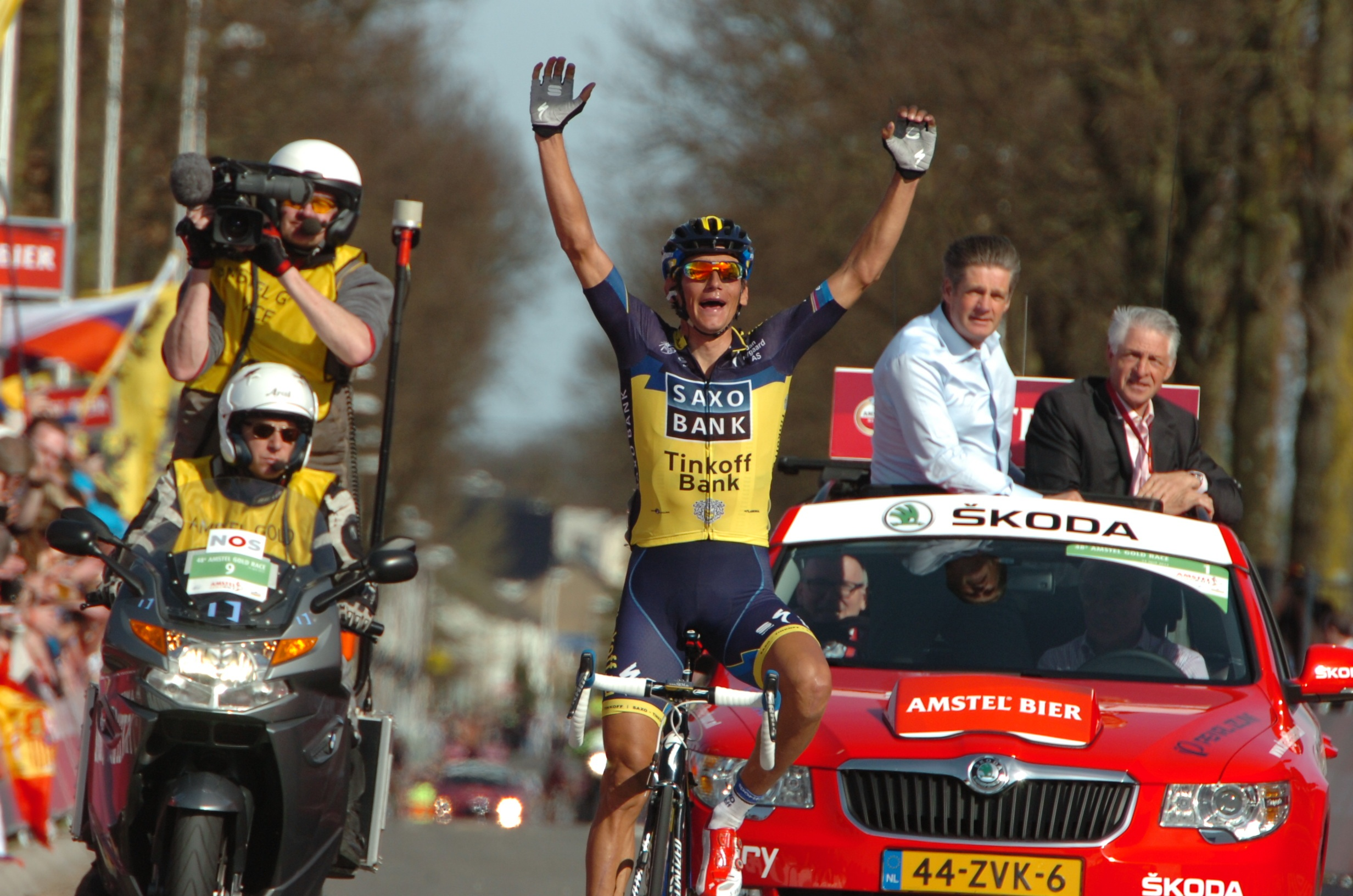
Roman Kreuziger crée la surprise en remportant l'Amstel Gold Race en résistant au retour des favoris.

En vue de peaufiner sa condition pour le Tour d'Italie, Rafał Majka prend part aux côtés de Benjamín Noval, Manuele Boaro et Evgueni Petrov à un camp d'entraînement de dix-sept jours aux alentours de l'Etna à partir du 1er avril. Le mois d'avril annonce une période chargée pour l'équipe, engagée dans trois courses simultanément lors de la première semaine. Entouré d'une équipe impressionnante, Contador revient ambitieux à la compétition sur le Tour du Pays basque. Moins offensif qu'à son habitude, il s'incline face au Colombien Nairo Quintana qui enlève le classement général avec 54 secondes d'avance sur le coureur originaire de Pinto qui termine cinquième. Au même moment, l'équipe compte trois coureurs dans les dix premiers du classement final du Circuit de la Sarthe, avec Mads Christensen huitième, Nicki Sørensen sixième et Rory Sutherland dixième. Au sortir du Tour du Pays basque, Contador se classe troisième de la Klasika Primavera. Matti Breschel, quant à lui, est le premier coureur de l'équipe à franchir la ligne de Paris-Roubaix en quinzième position.
Désireux de bien faire en vue des classiques ardennaises, Nicki Sørensen démontre sa bonne condition lors de la Flèche brabançonne. Takashi Miyazawa prend la cinquième place du Grand Prix de Denain le 11 avril, bien que la stratégie d'avant-course prévoyait de mettre Jonathan Cantwell en bonne position à l'approche du sprint. Trois jours plus tard, les ardennaises débutent avec l'Amstel Gold Race où Roman Kreuziger et Nicki Sørensen occupent les rôles de co-leaders, accompagnés de Karsten Kroon servant de « GPS » en raison de son excellente connaissance de la course. Kreuziger finit par s'imposer, après être parti seul à sept kilomètres du but et avoir résisté à l'offensive de Philippe Gilbert dans l'ultime ascension du Cauberg, profitant ainsi du laxisme des principaux favoris. Saxo-Tinkoff ne jouit pas de la même chance sur les deux autres classiques ; En effet, Contador est rapidement mis hors jeu sur la Flèche wallonne en raison d'un mauvais positionnement à l'approche du Mur de Huy alors que Kreuziger est victime de crampes dans les derniers kilomètres de Liège-Bastogne-Liège,.

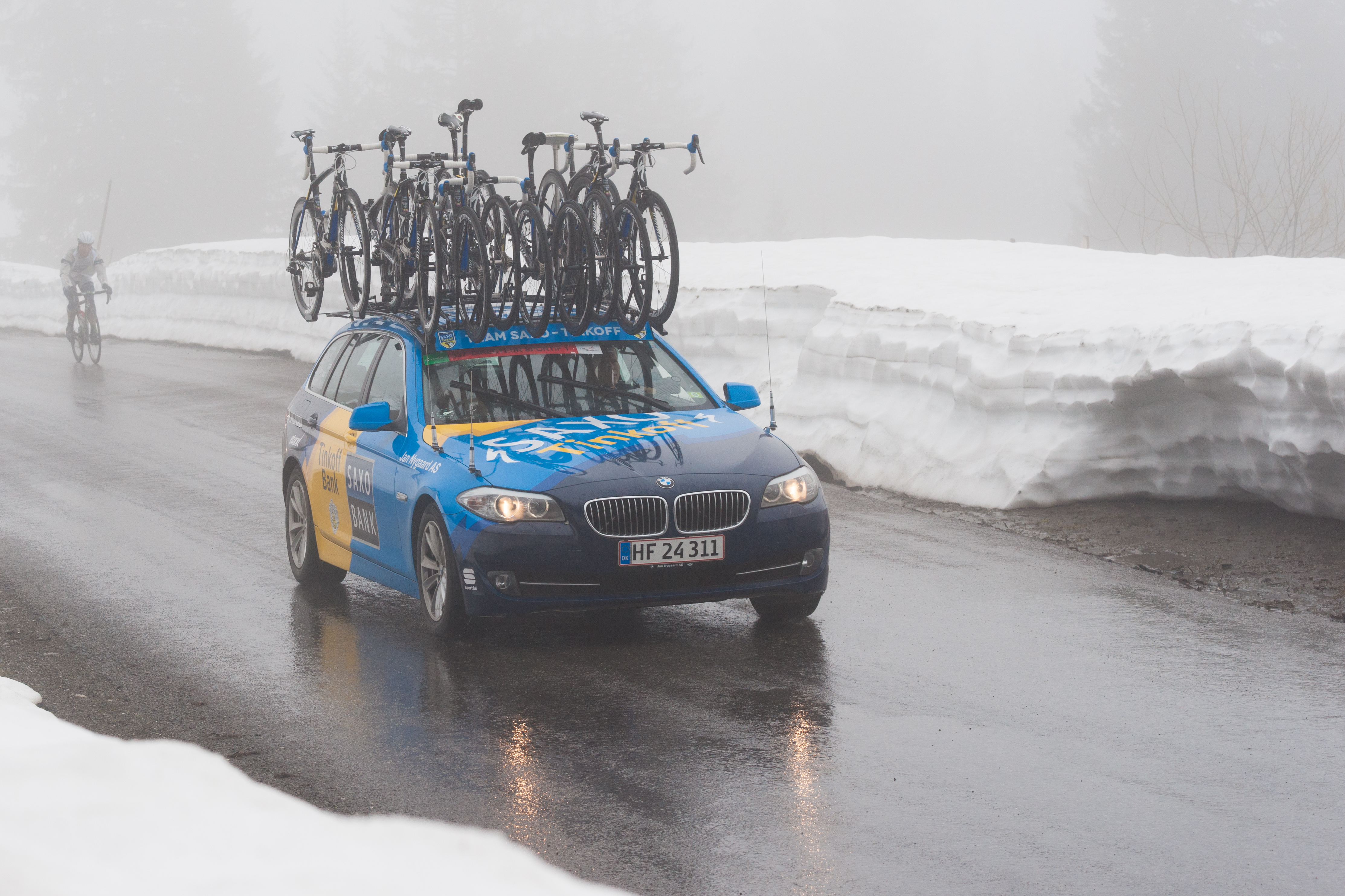
Une voiture de l'équipe durant le Tour de Romandie.

Une majeure partie de l'équipe prévue pour le Tour d'Italie se rend au Tour de Turquie. Rory Sutherland et Bruno Pires occupent les rôles de leaders, mais c'est l'Australien qui finit le mieux placé au général, en dixième position. La sélection définitive pour le Giro est rendue officielle en fin avril, et est composée du Polonais Rafał Majka, des Italiens Manuele Boaro et Daniele Bennati, des Danois Mads Christensen et Matti Breschel, de l'Australien Rory Sutherland, du Portugais Bruno Pires et du Russe Evgueni Petrov. Les deux objectifs poursuivis lors de ces trois semaines sont une victoire d'étape et un bon classement général, avec Majka comme chef de file. Le Tour de Romandie fait office d'ultime course de préparation pour le premier Grand Tour de l'année, et l'équipe n'obtient pas de résultat significatif, si ce n'est la huitième place de Christensen lors de la cinquième étape chronométrée.

### Mai-Juin:Tour d'Italieet préparation pour leTour
Majka limite la casse lors des premières étapes piégeuses du Giro, et accuse un retard d'une minute sur les principaux favoris que sont Bradley Wiggins, Ryder Hesjedal et Vincenzo Nibali après une semaine. À l'issue de l'étape menant à Pescara, Majka s'empare du maillot de meilleur jeune mais il doit le concéder le lendemain à Wilco Kelderman après le contre-la-montre de Saltara où il termine 31e à plus de trois minutes. Le Polonais fait figure de révélation, et est au centre d'une lutte acharnée avec Carlos Betancur pour la tunique du meilleur jeune. Sixième à l'Altopiano del Montasio, quatrième au col du Galibier, et cinquième du contre-la-montre en côte de Polsa, Majka achève son premier Grand Tour comme leader en septième position du classement général, et deuxième du classement du meilleur jeune. Au même moment, Sérgio Paulinho termine le Tour de Norvège en deuxième position derrière Edvald Boasson Hagen et Michael Rogers en fait de même au Tour de Californie derrière Tejay van Garderen.
Le mois de juin chargé commence par le Critérium du Dauphiné, où l'équipe vise un bon classement général avec Alberto Contador. Malheureusement pour le grimpeur espagnol, il est victime d'un jour-sans lors du contre-la-montre, concède près de trois minutes à son principal rival Christopher Froome et perd ainsi toute chance de remporter la course. Contador se mue alors en équipier de luxe pour Michael Rogers qui est le premier coureur de l'équipe au classement final (6e). Saxo-Tinkoff connaît de meilleurs résultats sur le Tour de Suisse, où Roman Kreuziger et Daniele Bennati accrochent deux podiums d'étapes. De plus, le coureur tchèque se montre régulier et achève la course helvète à la troisième place. Marko Kump passe tout près de la victoire au Tour de Luxembourg où il n'est uniquement battu au sprint par Giacomo Nizzolo lors de la deuxième étape. Néanmoins, au Luxembourg comme au Ster ZLM Toer, l'équipe se montre très discrète et ne se distingue uniquement grâce à une présence régulière dans les échappées,. Les deux premiers coureurs au classement général de ces deux courses à étapes sont respectivement Chris Anker Sørensen (14e) et Jonas Aaen Jørgensen (13e). Le 19 juin, les huit coureurs qui accompagneront Alberto Contador dans la conquête du Tour de France sont dévoilés. Les compatriotes du Pistolero Jesús Hernández Blázquez et Benjamín Noval y figurent, ainsi que Michael Rogers, Roman Kreuziger, Nicolas Roche, Matteo Tosatto, Daniele Bennati et Sérgio Paulinho. Pour la première fois depuis 2007, aucun coureur danois ne fait partie des neuf sélectionnés. Bjarne Riis, qui décrit cette décision comme « difficile » explique cette absence de coureurs nationaux par « une concurrence très relevée ».
Comme l'année précédente, l'équipe Saxo-Tinkoff connaît très peu de succès sur les championnats nationaux, et ainsi seul le Danois Michael Mørkøv remporte un titre national, en l'occurrence sur la course en ligne.

### Juillet: L'échec sur leTour de France

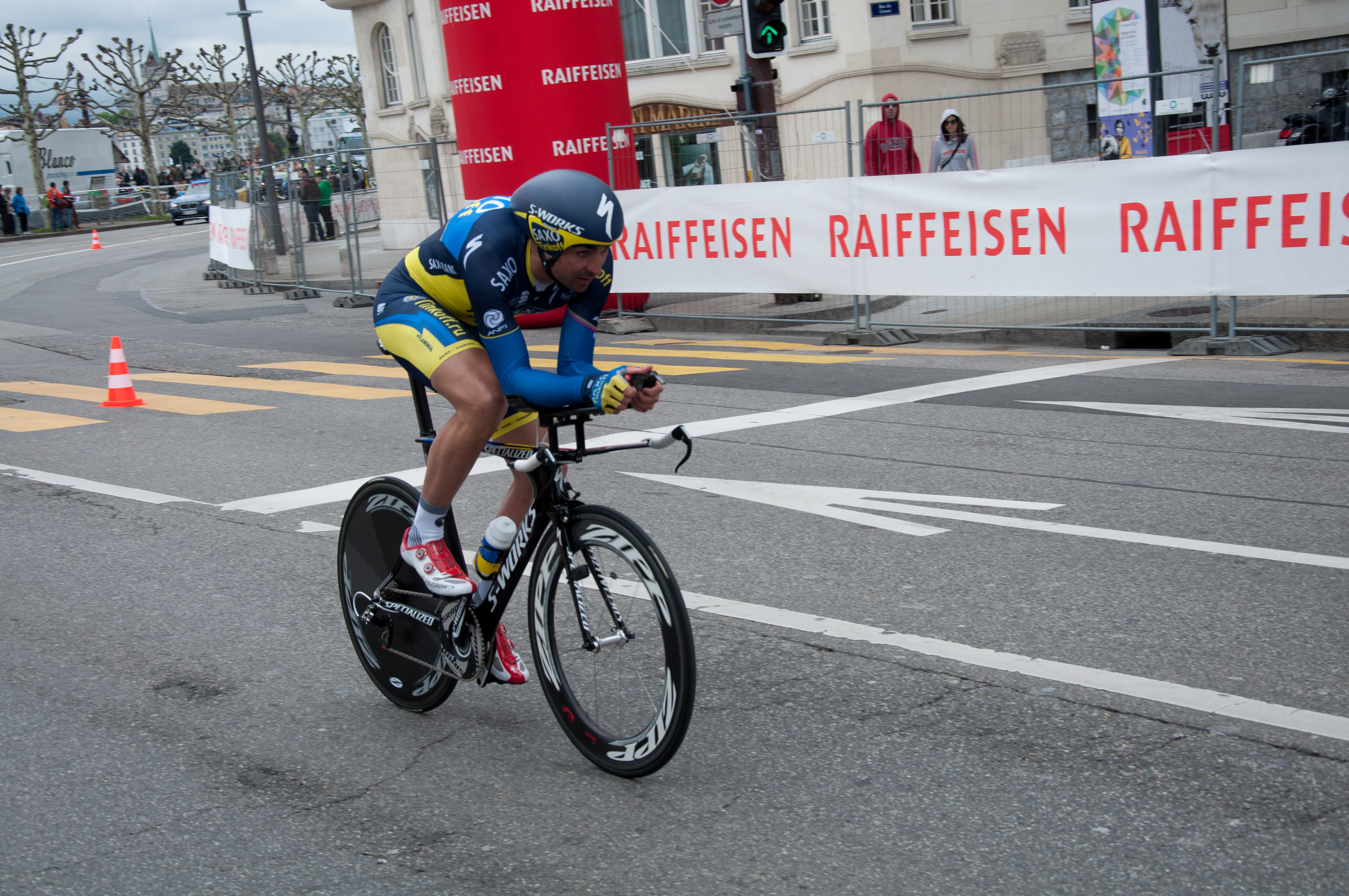
Benjamín Noval, ici lors du Tour de Romandie, doit abandonner la course à l'issue de la neuvième étape en raison d'une blessure.

Alberto Contador, leader absolu de l'équipe, bénéficie d'un soutient inconditionnel de ses huit équipiers, dont certains d'entre eux comme Nicolas Roche ou Daniele Bennati mettent de côté leurs ambitions personnelles au profit du grimpeur espagnol,,,. Contador est annoncé comme la coureur le plus à même de battre Christopher Froome, qui jouit du statut d'ultra-favori, tandis que Joaquim Rodríguez, Alejandro Valverde et Nairo Quintana participeront à la lutte pour le podium. L'équipe connaît des débuts chaotiques lors de première étape en Corse. Le final est rendu nerveux en raison d'un problème sur la ligne d'arrivée, et ainsi une chute de plusieurs coureurs survient, dont Contador fait partie. En raison des conditions exceptionnelles du final, tous les coureurs se voient accorder le même temps par l'organisateur, Jean-François Pescheux et le leader de la Saxo-Tinkoff sort indemne de l'incident. L'équipe quitte la Corse sans perte de temps sur les autres concurrents et une neuvième place au sprint de Bennati lors de la deuxième étape. Saxo-Tinkoff réalise un excellent contre-la-montre par équipes, terminant quatrième et limitant la perte de temps par rapport à la formation Sky de Froome à seulement six secondes. Lors de l'étape, Benjamín Noval se rompt le tendon de l'indexe gauche après une collision avec un spectateur, mais décide en accord avec les médecins de l'équipe de prendre le départ le lendemain. Après deux étapes réservées aux sprinteurs, Bennati se voit octroyer la possibilité de jouer sa carte lors du final de la septième étape menant à Albi. L'italien achève l'étape en troisième position, devancé par Peter Sagan et John Degenkolb. Le lendemain a lieu la première véritable explication entre les favoris, avec une arrivée au sommet d'Ax 3 Domaines. Contador, dans un mauvais jour, concède une minute 45 au vainqueur, Chris Froome et connaît même des difficultés à suivre son équipier, Roman Kreuziger. L'étape suivante conclut le passage par les Pyrénées et la première partie du Tour avec un coup de force de la Movistar pour isoler Froome, notamment de Richie Porte. À l'issue de celle-ci, Kreuziger et Contador occupent respectivement la cinquième et sixième place du classement général. Noval, souffrant depuis plusieurs jours, abandonne avant le jour de repos.
Au même moment, une partie de l'équipe est mobilisée pour prendre part au Tour d'Autriche. Les leaders, Rafał Majka et Chris Anker Sørensen, sont rapidement distancés au classement général lors des deux premières étapes de montagne, ce qui leur permet de s'échapper lors de la quatrième étape où Sørensen n'est uniquement devancé par Mathias Frank. Le lendemain, c'est cette fois Majka qui frôle la victoire, de nouveau battu par Frank. Enfin, Jonathan Cantwell accroche un troisième podium pour l'équipe à l'issue du sprint massif de la sixième étape. Sørensen est le meilleur coureur de l'équipe au général, occupant la onzième place finale.

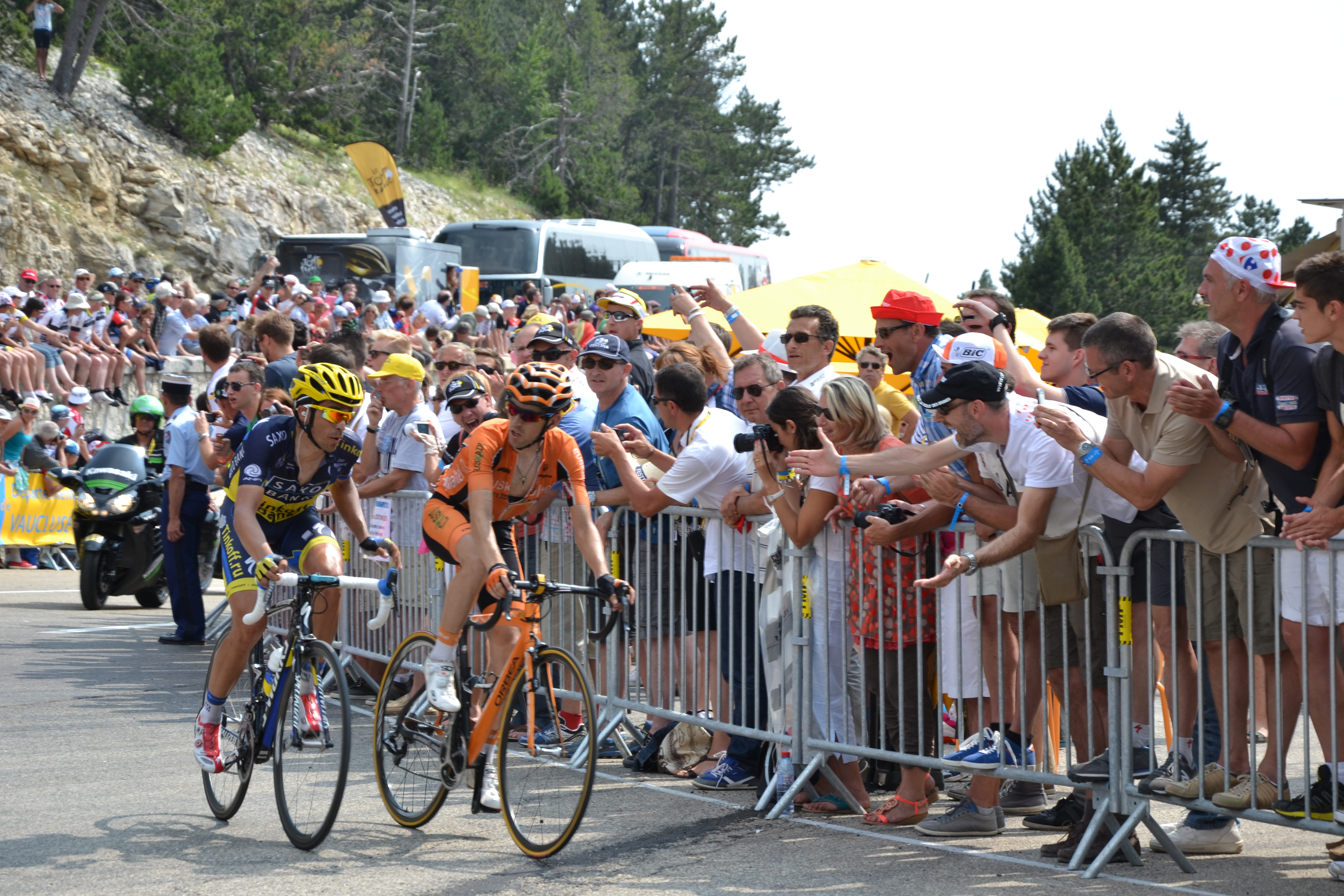
Alberto Contador, ici en discussion avec Mikel Nieve lors de l'ascension du mont Ventoux, termine à une décevante cinquième place de la Grande Boucle.

Contador, malgré un déficit de près de deux minutes au classement général sur Froome à l'aube de la deuxième semaine de course, reste confiant et envisage de déstabiliser le coureur britannique. Froome porte cependant un second coup au moral de ses adversaires en étant le seul à rivaliser avec Tony Martin lors du contre-la-montre du Mont-Saint-Michel. Contador et Kreuziger, malgré une remontée dans les cinq premiers au général, concèdent deux nouvelles minutes lors de ce chrono et pointent désormais à près de quatre minutes au classement général. L'équipe Saxo-Tinkoff relance la course au maillot jaune à l'occasion de la treizième étape, où six des neuf coureurs de l'équipe provoquent une bordure, permettant à Contador et Kreuziger de reprendre plus d'une minute sur Froome,. Malgré ce sursaut d'orgueil, Froome démontre au mont Ventoux qu'il est bel et bien le plus fort en montagne, et distance à une minute quarante le duo Contador-Kreuziger sur la ligne d'arrivée. Ils occupent respectivement les troisième et quatrième place du classement général à l'entame de la dernière semaine de course.

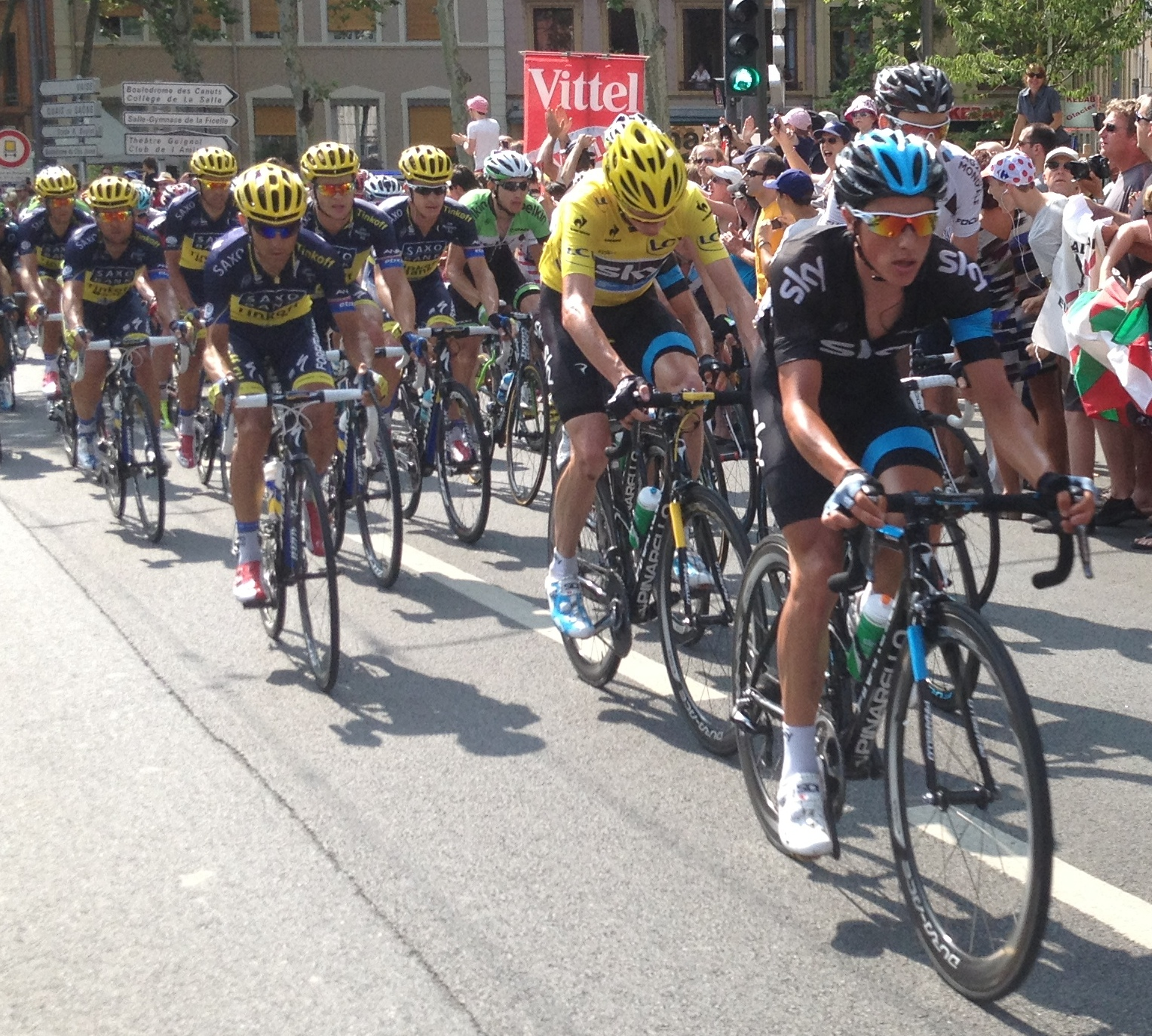
Saxo-Tinkoff remporte le classement par équipes du Tour de France, à défaut de battre Christopher Froome (ici deuxième en partant de la droite) au classement général.

Bien que distancés à près de quatre minutes et demie au classement général, Contador et Kreuziger croient en leur chance de rejoindre Christopher Froome, affirmant que « la course n'est pas finie ». Ainsi, Contador déclare lors de la conférence de presse du second jour de repos ne pas craindre de perdre sa troisième place du classement général. Dans cette optique, Nicolas Roche, Contador et Kreuziger passent successivement à l'offensive durant la seizième étape, parviennent à isoler Christopher Froome mais ne lui reprennent rien sur la ligne d'arrivée. Contador passe plus que jamais proche de la victoire lors du contre-la-montre accidenté reliant Embrun à Chorges le lendemain, mais doit s'incliner de nouveau contre Froome pour neuf secondes. Sa bonne performance ainsi que celle de Kreuziger leur permettent de dépasser Bauke Mollema au classement général, et d'occuper les deux dernières marches du podium derrière le coureur britannique d'origine kényane. En plus d'une nouvelle perte conséquente de temps sur le maillot jaune, les leaders de Saxo-Tinkoff sont rattrapés par Joaquim Rodríguez et Nairo Quintana au classement général à l'issue de la double ascension de l'Alpe d'Huez. Michael Rogers, achevant l'étape parmi les meilleurs, entre dans les dix premiers du général et permet à l'équipe d'occuper la première place au classement par équipes avec six minutes d'avance sur AG2R La Mondiale. Ce nouveau coup dur fait pratiquement perdre tout espoir de victoire et l'équipe sacrifie Rogers le lendemain afin de permettre à ses deux leaders de rester parmi les meilleurs. Mais Contador et Kreuziger concèdent leurs places sur le podium au profit de Quintana et Rodríguez qui se disputent la victoire au Semnoz, et terminent le Tour de France en quatrième et cinquième position respectivement. Saxo-Tinkoff remporte malgré tout le classement par équipes.
Le décevant résultat d'Alberto Contador provoque la colère du propriétaire du co-sponsor de l'équipe, Oleg Tinkov. Sur le réseau social Twitter, il reproche à l'Espagnol un manque de professionnalisme, :
« La performance de Contador n'était pas bonne. Il doit changer beaucoup de choses dans sa préparation et doit être plus professionnel. Va-t-il le faire ? Telle est la question (...) Son salaire ne correspond pas à sa performance. Trop riche et sans envie, c'est mon avis et je le mérite. Il doit travailler plus dur. »
— Oleg Tinkov
Deux jours après ces déclarations, Riis Cycling annonce avoir mis fin aux négociations avec Tinkoff Bank en vue d'une prolongation du partenariat au-delà de la saison 2013,.
Roman Kreuziger et Nicolas Roche sont auteurs d'une bonne performance et terminent la Classique de Saint-Sébastien aux troisième et cinquième places, à trente secondes du vainqueur Tony Gallopin. Le même jour, Rafał Majka prend la troisième place de la première étape du Tour de Pologne et Chris Anker Sørensen occupe la deuxième place du classement général grâce aux bonifications à l'issue de celle-ci. Majka s'empare ensuite du maillot de leader pendant trois jours, avant de le céder pour une seconde à Ion Izagirre en raison des bonifications. Le coureur polonais occupe in fine la troisième place du classement général, pointant à seulement vingt-six secondes de Pieter Weening et remporte le classement par points.

### Fin de saison:Tour d'Espagneet «classiques des feuilles mortes»
Le 1er août, l'équipe officialise la prise en charge en tant que stagiaires de Jesper Hansen et de Paweł Poljański et ce, jusqu'à la fin de la saison. Le même jour, Matti Breschel offre la quatrième victoire de l'équipe sur le Tour du Danemark, où il s'impose au sprint lors de la deuxième étape. Il récidive le lendemain à l'issue de l'étape reine menant à Vejle et endosse le maillot de leader. Breschel termine la course à la troisième place du classement général. Entre-temps, Michael Valgren signe un contrat de trois ans et fait office de première recrue pour la saison 2014. Saxo-Tinkoff se montre active sur le Tour de l'Ain, mais n'obtient pas de résultat probant.
Le 15 août, les neuf coureurs sélectionnés pour disputer le Tour d'Espagne. Tristan Hoffman, directeur sportif de l'équipe, présente le groupe comme étant capable de placer deux coureurs dans les dix premiers. Roman Kreuziger est désigné « leader naturel », Nicolas Roche, Chris Anker Sørensen et Rafał Majka lutteront eux aussi parmi les meilleurs en montagne tout en bénéficiant du soutien du reste de l'équipe, que forment Nicki Sørensen, Michael Mørkøv, Matteo Tosatto, Evgueni Petrov et Oliver Zaugg.
L'équipe passe à côté de son sujet sur l'Eneco Tour, où la seule note satisfaisante est la quatrième place de Marko Kump sur la deuxième étape. Le premier coureur de Saxo-Tinkoff au classement général est Matti Breschel (28e). Sur l'USA Pro Cycling Challenge, Michael Rogers et Rory Sutherland animent la course,, et Sutherland termine à la neuvième place du classement général. Breschel, dans une bonne spirale, obtient la neuvième place lors de la Classique de Hambourg, remportée par John Degenkolb.

## Coureurs et encadrement technique

### Effectif

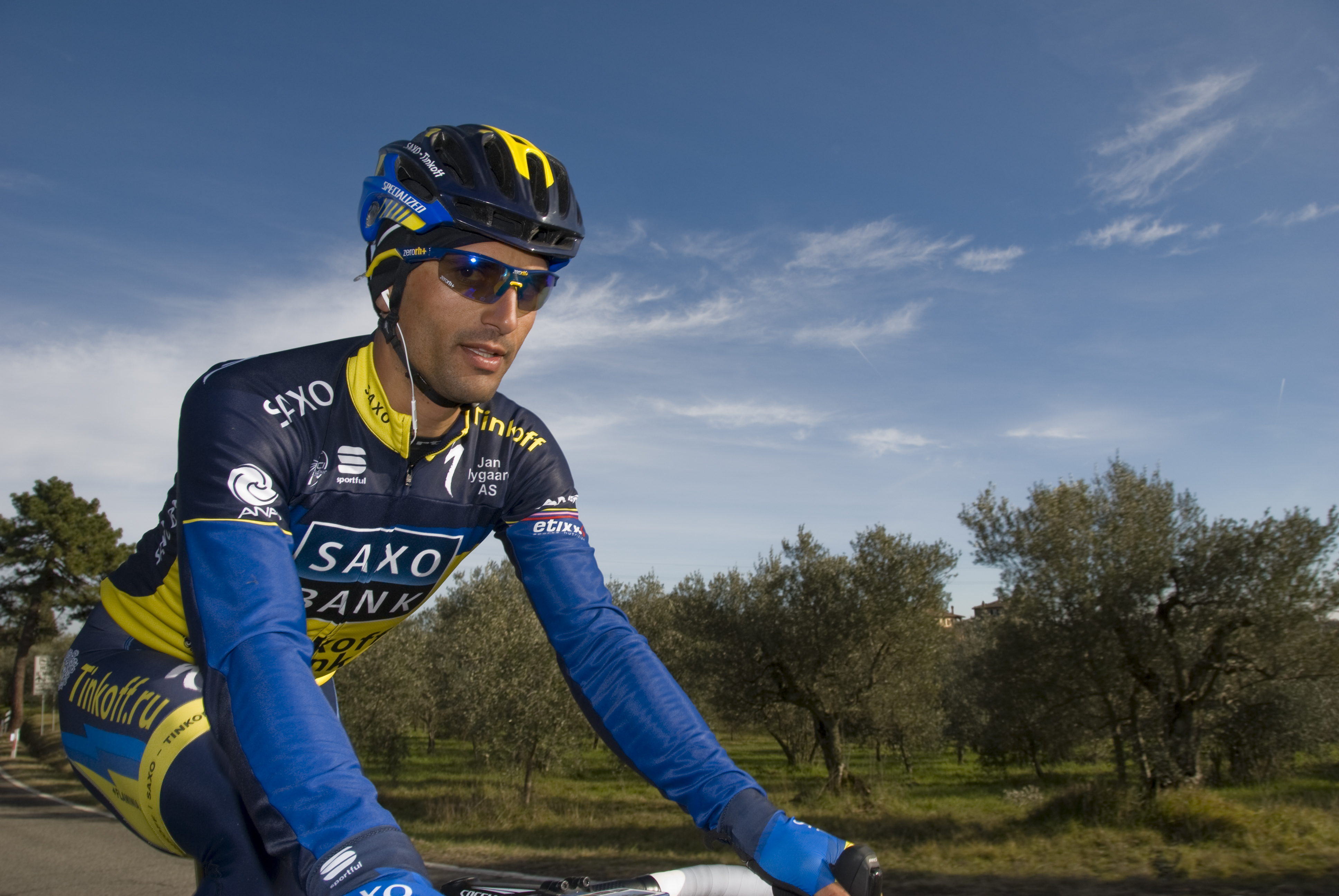
Daniele Bennati est l'une des onze recrues pour la nouvelle saison.

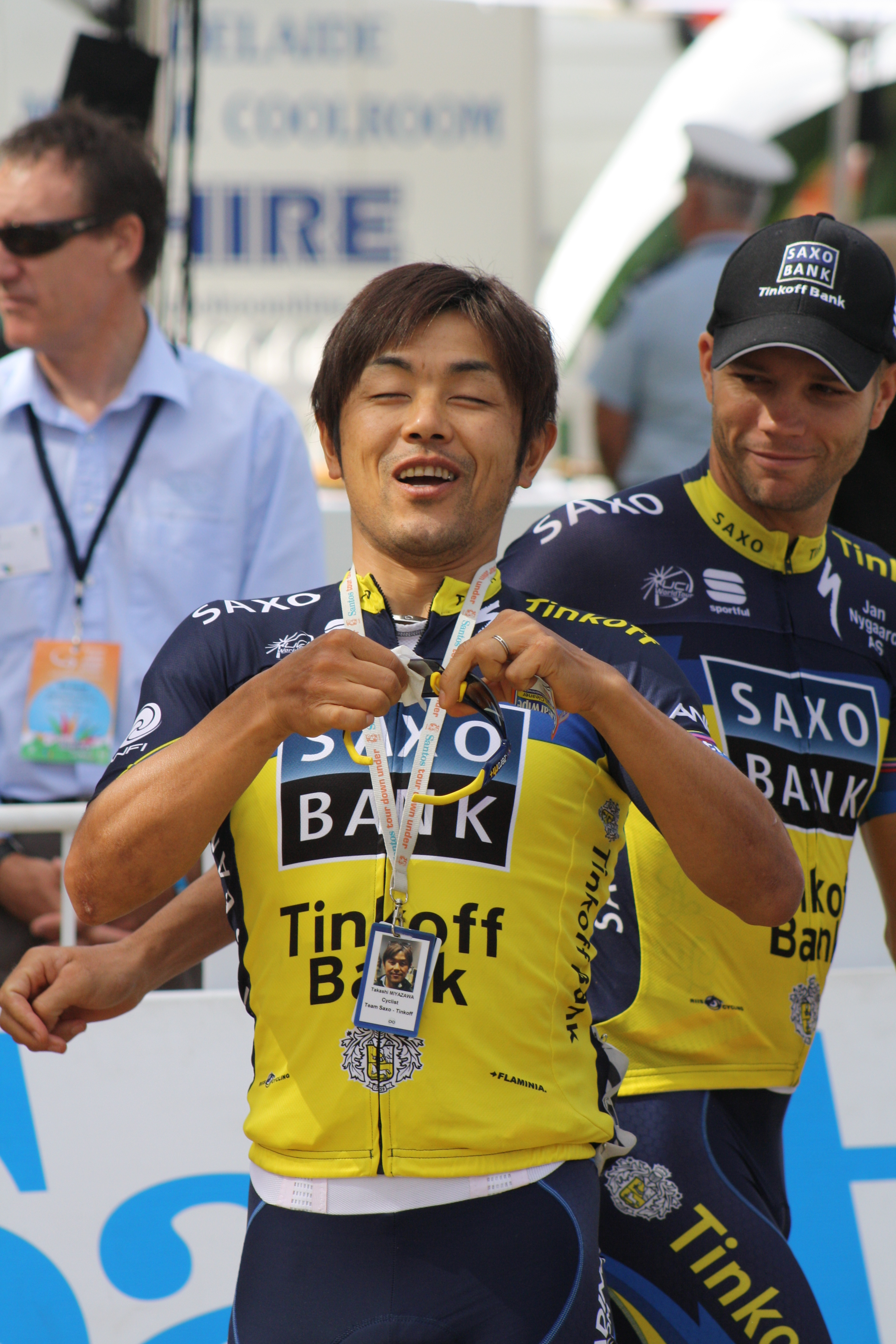
Le Japon, représenté par Takashi Miyazawa, est l'une des quatorze nationalités présentes au sein de l'équipe.

La formation Saxo-Tinkoff compte pour la saison 2013 vingt-neuf coureurs, dont le néo-professionnel australien Jay McCarthy. L'effectif, à majorité danoise (8 coureurs), comporte treize autres nationalités ; quatre Australiens, trois Espagnols, trois Italiens, deux Portugais, un Américain, un Irlandais, un Japonais, un Néerlandais, un Polonais, un Tchèque, un Russe, un Slovène et un Suisse. Le doyen est l'Italien Matteo Tosatto (38 ans) tandis que McCarthy, 21 ans, est le plus jeune. La moyenne d'âge est elle de 28,7 ans. En août, deux stagiaires viennent renforcer l'équipe ; le Danois Jesper Hansen ainsi que le Polonais Paweł Poljański.
| Cycliste                 | Date de naissance | Nationalité | Équipe 2012             |
| ------------------------ | ----------------- | ----------- | ----------------------- |
| Jonas Aaen Jørgensen     | 20 avril 1986     | Danemark    | Saxo Bank-Tinkoff Bank  |
| Daniele Bennati          | 24 septembre 1980 | Italie      | RadioShack-Nissan       |
| Manuele Boaro            | 12 mars 1987      | Italie      | Saxo Bank-Tinkoff Bank  |
| Matti Breschel           | 31 août 1984      | Danemark    | Rabobank                |
| Jonathan Cantwell        | 8 janvier 1982    | Australie   | Saxo Bank-Tinkoff Bank  |
| Mads Christensen         | 6 avril 1984      | Danemark    | Saxo Bank-Tinkoff Bank  |
| Alberto Contador         | 6 décembre 1982   | Espagne     | Saxo Bank-Tinkoff Bank  |
| Timothy Duggan           | 14 novembre 1982  | États-Unis  | Liquigas-Cannondale     |
| Jesús Hernández Blázquez | 28 septembre 1981 | Espagne     | Saxo Bank-Tinkoff Bank  |
| Christopher Juul Jensen  | 6 juillet 1989    | Danemark    | Saxo Bank-Tinkoff Bank  |
| Roman Kreuziger          | 6 mai 1986        | Tchéquie    | Astana                  |
| Karsten Kroon            | 29 janvier 1976   | Pays-Bas    | Saxo Bank-Tinkoff Bank  |
| Marko Kump               | 9 septembre 1988  | Slovénie    | Adria Mobil             |
| Anders Lund              | 14 février 1985   | Danemark    | Saxo Bank-Tinkoff Bank  |
| Rafał Majka              | 12 septembre 1989 | Pologne     | Saxo Bank-Tinkoff Bank  |
| Jay McCarthy             | 8 septembre 1992  | Australie   | Jayco-AIS               |
| Takashi Miyazawa         | 27 février 1978   | Japon       | Saxo Bank-Tinkoff Bank  |
| Michael Mørkøv           | 30 avril 1985     | Danemark    | Saxo Bank-Tinkoff Bank  |
| Benjamín Noval           | 23 janvier 1979   | Espagne     | Saxo Bank-Tinkoff Bank  |
| Sérgio Paulinho          | 26 mars 1980      | Portugal    | Saxo Bank-Tinkoff Bank  |
| Evgueni Petrov           | 25 mai 1978       | Russie      | Astana                  |
| Bruno Pires              | 15 mai 1981       | Portugal    | Saxo Bank-Tinkoff Bank  |
| Nicolas Roche            | 3 juillet 1984    | Irlande     | AG2R La Mondiale        |
| Michael Rogers           | 20 décembre 1979  | Australie   | Sky                     |
| Chris Anker Sørensen     | 5 septembre 1984  | Danemark    | Saxo Bank-Tinkoff Bank  |
| Nicki Sørensen           | 5 mai 1975        | Danemark    | Saxo Bank-Tinkoff Bank  |
| Rory Sutherland          | 8 février 1982    | Australie   | UnitedHealthcare        |
| Matteo Tosatto           | 14 mai 1974       | Italie      | Saxo Bank-Tinkoff Bank  |
| Oliver Zaugg             | 9 mai 1981        | Suisse      | Radioshack-Nissan       |
| Stagiaire                | Date de naissance | Nationalité | Équipe 2013             |
| Jesper Hansen            | 23 octobre 1990   | Danemark    | Cult Energy             |
| Paweł Poljański          | 6 mai 1990        | Pologne     | Acqua & Sapone Mocaiana |

### Encadrement
L'équipe Saxo Bank est dirigée par Bjarne Riis, à la tête de l'équipe depuis 2000. Les directeurs sportifs pour la saison sont Dan Frost, en charge depuis la saison 2006. Tristan Hoffman, Philippe Mauduit, Nick Gates et Fabrizio Guidi engagés en 2011, sont eux aussi membres du staff. Hoffman avait déjà occupé ce poste dans l'équipe lors des saisons 2005 et 2006. L'unique arrivée est celle de Lars Michaelsen qui remplace Bradley McGee parti diriger un centre de formation cycliste. Michaelsen officiait déjà comme directeur sportif pour l'équipe RadioShack-Nissan en 2012 et avait couru sous les ordres de Riis pendant quatre années avec la formation CSC. Nick Gates quitte l'équipe après deux années comme directeur sportif afin de « consacrer plus de temps à la famille ». Début 2013, Steven de Jongh est engagé en tant que sixième directeur sportif en provenance de l'équipe Sky, qu'il avait dû quitter en raison de ses aveux de dopage.
Les Belges Piet De Moor, Joost de Maeseneer et Piet Daneels composent l'encadrement médical. Les deux premiers travaillent ensemble depuis 1995 et furent persuadés par Jesper Skibby et Henrik Schlüter de rejoindre l'équipe un mois après la création de l'équipe en 1998. Ils étaient auparavant au service des équipes cyclistes TVM (1992-98) et Panasonic (84-92) ainsi que de la Royale ligue vélocipédique belge. Daneels, ancienne connaissance de De Moor, est engagé en 2002 après avoir lui aussi travaillé pour l'équipe nationale belge.
Fin mars, « dans le cadre d'une vaste réorganisation de Riis Cycling », le directeur général de l'équipe, Trey Greenwood, démissionne de son poste de directeur général et est remplacé par Riis. Peu avant le début du Tour de France, l'équipe annonce les nominations de Gawie Nienaber et de Andreas Hansen parmi l'administration de Riis Cycling, respectivement comme président du conseil et directeur commercial.

## Bilan de la saison

### Victoires
| Date       | Course                            | Pays      | Classe | Vainqueur        |
| ---------- | --------------------------------- | --------- | ------ | ---------------- |
| 26/01/2013 | 6e étape du Tour de San Luis      | Argentine | 2.1    | Alberto Contador |
| 14/04/2013 | Amstel Gold Race                  | Pays-Bas  | WT     | Roman Kreuziger  |
| 23/06/2013 | Championnat du Danemark sur route | Danemark  | CN     | Michael Mørkøv   |
| 01/08/2013 | 2e étape du Tour du Danemark      | Danemark  | 2.HC   | Matti Breschel   |
| 02/08/2013 | 3e étape du Tour du Danemark      | Danemark  | 2.HC   | Matti Breschel   |
| 25/08/2013 | 2e étape du Tour d'Espagne        | Espagne   | WT     | Nicolas Roche    |
| 29/08/2013 | 6e étape du Tour d'Espagne        | Espagne   | WT     | Michael Mørkøv   |

### Victoire de Michael Rogers retirée[n 1]
| Date       | Course    | Pays  | Classe | Vainqueur      |
| ---------- | --------- | ----- | ------ | -------------- |
| 20/10/2013 | Japan Cup | Japon | 1.HC   | Michael Rogers |

### Résultats sur les courses majeures
Les tableaux suivants représentent les résultats de l'équipe dans les principales courses du calendrier international (les cinq classiques majeures et les trois grands tours). Pour chaque épreuve est indiqué le meilleur coureur de l'équipe, son classement ainsi que les accessits glanés par Saxo-Tinkoff sur les courses de trois semaines.

#### Classiques
| Classique            | Milan-San Remo        | Tour des Flandres    | Paris-Roubaix        | Liège-Bastogne-Liège | Tour de Lombardie |
| -------------------- | --------------------- | -------------------- | -------------------- | -------------------- | ----------------- |
| Coureur (classement) | Daniele Bennati (28e) | Matti Breschel (25e) | Matti Breschel (15e) | Nicki Sørensen (17e) | Rafał Majka (3e)  |

#### Grands tours
| Grand tour           | Tour d'Italie    | Tour de France         | Tour d'Espagne                                         |
| -------------------- | ---------------- | ---------------------- | ------------------------------------------------------ |
| Coureur (classement) | Rafał Majka (7e) | Alberto Contador (4e)  | Nicolas Roche (5e)                                     |
| Accessits            |                  | Classement par équipes | 2 victoires d'étapes (Nicolas Roche et Michael Mørkøv) |

### Classement UCI
L'équipe Saxo-Tinkoff termine à la sixième place du World Tour avec 1 030 points. Ce total est obtenu par l'addition des 80 points amenés par la 9e place du championnat du monde du contre-la-montre par équipes et des points des cinq meilleurs coureurs de l'équipe au classement individuel que sont Roman Kreuziger, 11e avec 308 points, Alberto Contador, 15e avec 252 points, Rafał Majka, 20e avec 201 points, Nicolas Roche, 36e avec 136 points, et Michael Rogers, 81e avec 53 points,.
| Rang | Coureur              | Points |
| ---- | -------------------- | ------ |
| 11   | Roman Kreuziger      | 308    |
| 15   | Alberto Contador     | 252    |
| 20   | Rafał Majka          | 201    |
| 36   | Nicolas Roche        | 136    |
| 81   | Michael Rogers       | 53     |
| 94   | Daniele Bennati      | 40     |
| 125  | Matti Breschel       | 19     |
| 128  | Chris Anker Sørensen | 18     |
| 137  | Michael Mørkøv       | 16     |
| 198  | Jonathan Cantwell    | 2      |
| 224  | Marko Kump           | 1      |